# Dom La Nena
Dominique Pinto, née le 28 juillet 1989 à Porto Alegre, au Brésil, connue sous son nom de scène Dom La Nena, est une violoncelliste, chanteuse et compositrice brésilienne.

## Biographie

### Jeunesse et formation artistique
Dominique Pinto est la fille unique d’un père professeur d’université et d’une mère psychologue. Elle étudie le piano dès l'âge de cinq ans, avant de passer au violoncelle trois ans plus tard. À huit ans, elle s'installe à Paris tandis que son père poursuit son doctorat. De retour au Brésil, cinq ans plus tard, elle commence à écrire des lettres à la violoncelliste américaine Christine Walevska (en). Connue comme « la déesse du violoncelle », Walevska encourage Dom La Nena à déménager à Buenos Aires pour devenir son élève, ce que ses parents acceptent. Elle étudie avec Walevska pendant plusieurs années. Comme à 13 ans elle est la plus jeune de ses élèves, on l’appelle La Niña (« la jeune fille, la petite »). Elle en tirera son nom d’artiste, La Nena, en portugais. 
À 18 ans, elle revient à Paris et donne son premier concert pop, une session avec la chanteuse-actrice britannique Jane Birkin. Au cours des deux années suivantes, Dom part en tournée avec Jane Birkin, jouant également avec la chanteuse et actrice française Jeanne Moreau mais aussi Étienne Daho, Sophie Hunger, Camille et Piers Faccini. Au retour d'une tournée internationale de Jane Birkin, elle commence à travailler sur son premier album : Ela. Le processus d'écriture s'avère assez difficile. Lors d'un dîner à Paris, elle rencontre et noue un partenariat artistique avec le chanteur-compositeur-interprète Piers Faccini, pour qui son mari réalisateur Jeremiah a réalisé plusieurs vidéos. Piers Faccini suggère qu'elle utilise son studio personnel dans les Cévennes, en France, où en moins d'une semaine, elle enregistre la majorité des 13 titres de l'album. Faccini participe sur plusieurs pistes en jouant de plusieurs instruments. Ela, sorti en février 2013, se retrouve parmi les meilleures ventes de musiques du monde aux États-Unis.

### Birds on a wire
En 2012, elle crée le duo Birds on a wire dont l'album sorti en 2014 porte le nom, avec Rosemary Standley, chanteuse franco-américaine du groupe Moriarty. C'est un album de reprises, très éclectiques, qui mêle musique baroque, musiques du monde, folk et rock. Ramages sort en 2020 également sur le label Air Rytmo créé par Rosemary Standley. Sur ce dernier album, on trouve un titre hommage au roman Marelle de Julio Cortazar qui a - selon ses dires - « changé sa vie à 13 ans, quand elle le lisait en boucle pendant des semaines ». C'est une reprise de la chanson de Nazaré Pereira. 
Entre ses deux albums, Dom La Nena se consacre à la composition et à l'enregistrement de son deuxième album solo en compagnie de Marcelo Camelo, de l'ensemble Los Hermanos. Le résultat, Soyo, sort en juin 2015.

## Discographie
- 2013 - Ela (Six Degrees Records)
- 2013 - Golondrina (EP)
- 2014 - Ela por Eles (remixes d'Ela)
- 2014 - Birds on a wire (en duo avec Rosemary Standley, Air Rytmo)
- 2015 - Soyo (Six Degrees Records)
- 2016 - Cantando EP (Six Degrees Records)
- 2018 - Tempo (Musique Sauvage/Six Degrees Records/[PIAS])
- 2020 - Ramages (en duo avec Rosemary Standley, Air Rytmo)
- 2023 - Leon (Sabia)

## Filmographie

### Cinéma
- 2024 - L'Étoile filante de Dominique Abel et Fiona Gordon (avec Rosemary Standley, Birds on a wire)
- 2024 - La Vie de ma mère de Julien Carpentier
- 2025 - On ira d'Enya Baroux